# 12 Monkeys (Fernsehserie)
12 Monkeys ist eine US-amerikanische Science-Fiction-Serie, die seit dem 16. Januar 2015 auf dem US-amerikanischen Sender Syfy ausgestrahlt wird. Sie basiert auf Terry Gilliams gleichnamigem Film von 1995. Im Mittelpunkt der Handlung steht ein Zeitreisender, der die Freisetzung eines tödlichen Virus in der Gegenwart verhindern soll.

## Besetzung und Synchronisation

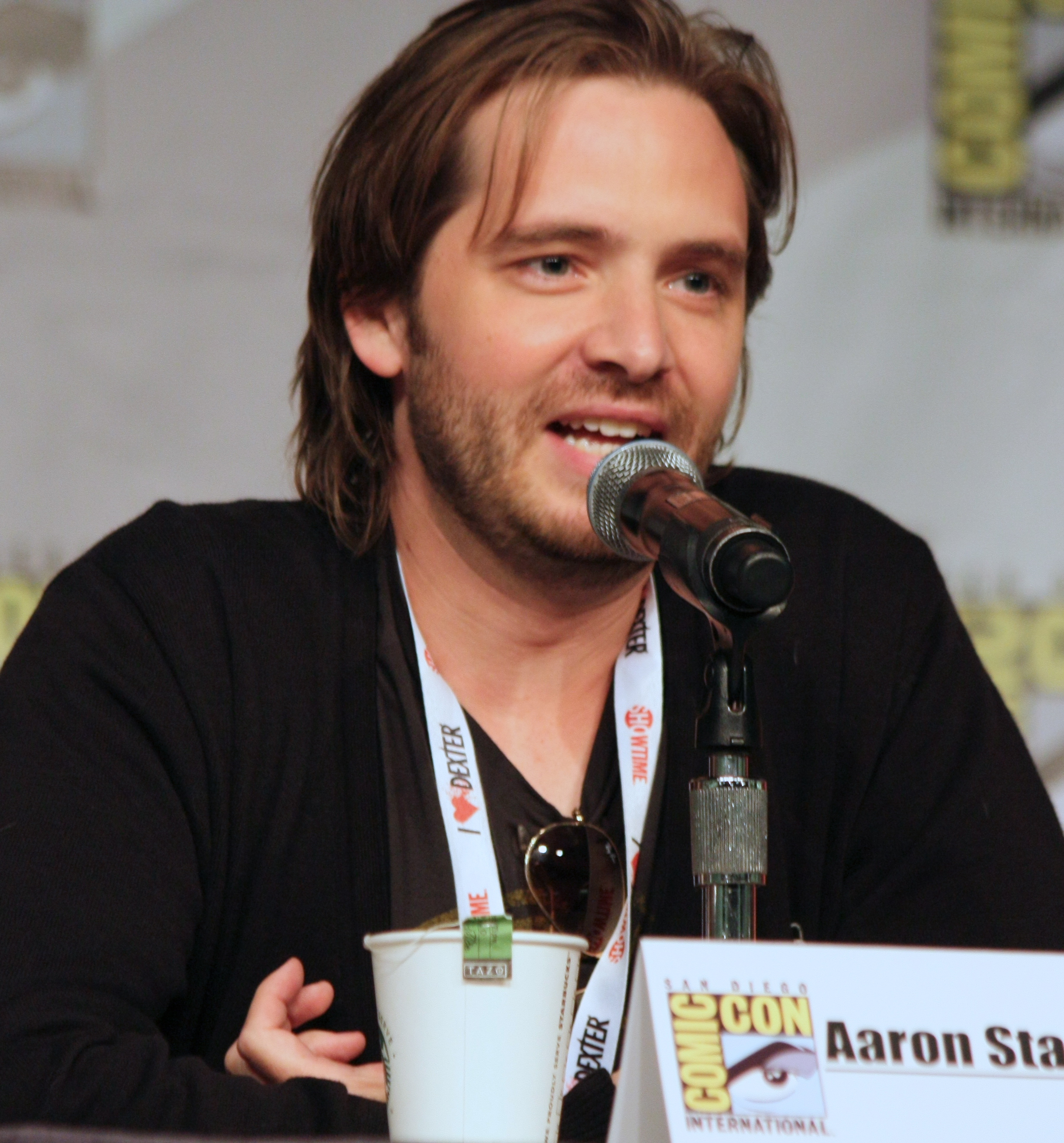
Aaron Stanford (2013)
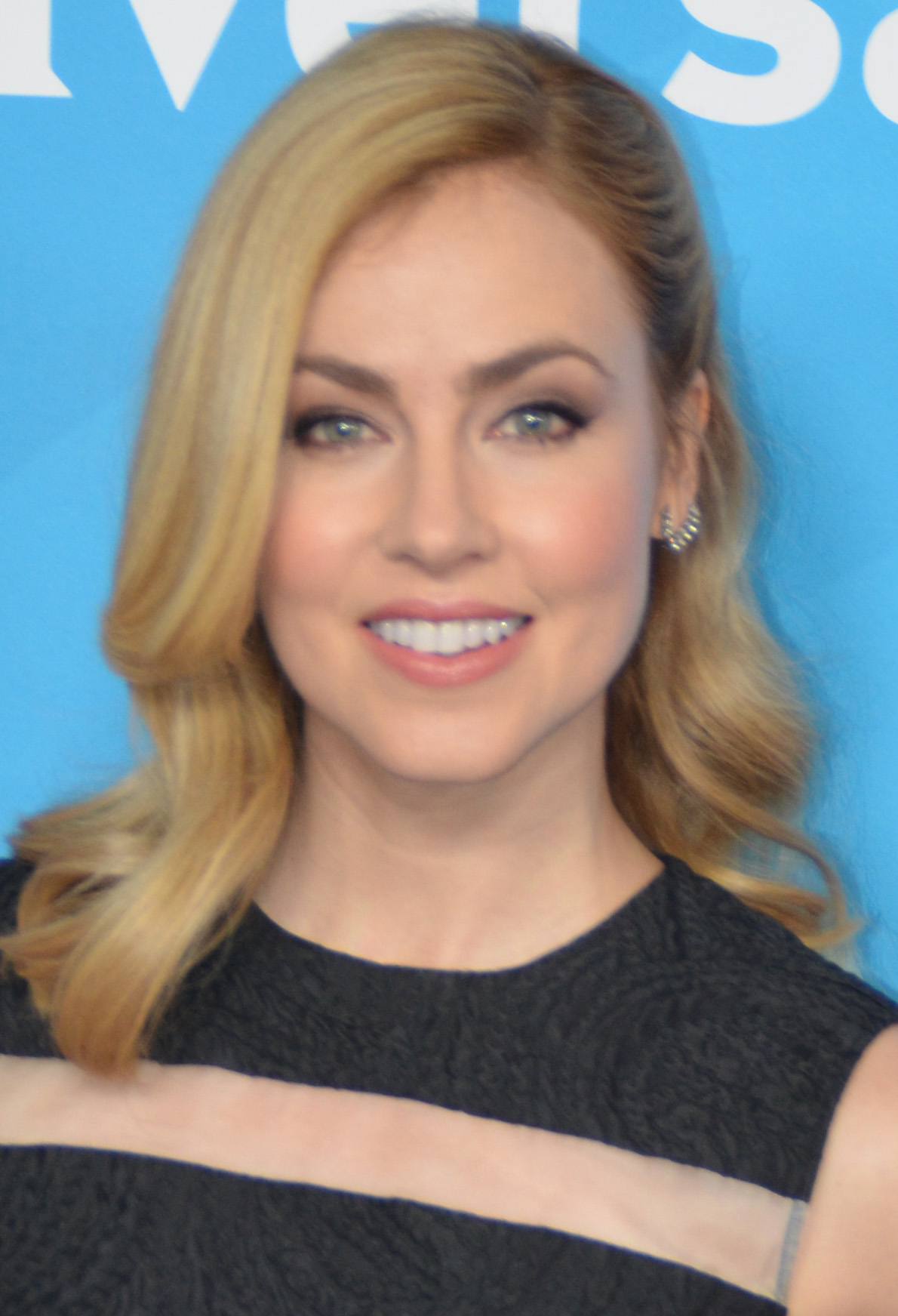
Amanda Schull (2015)
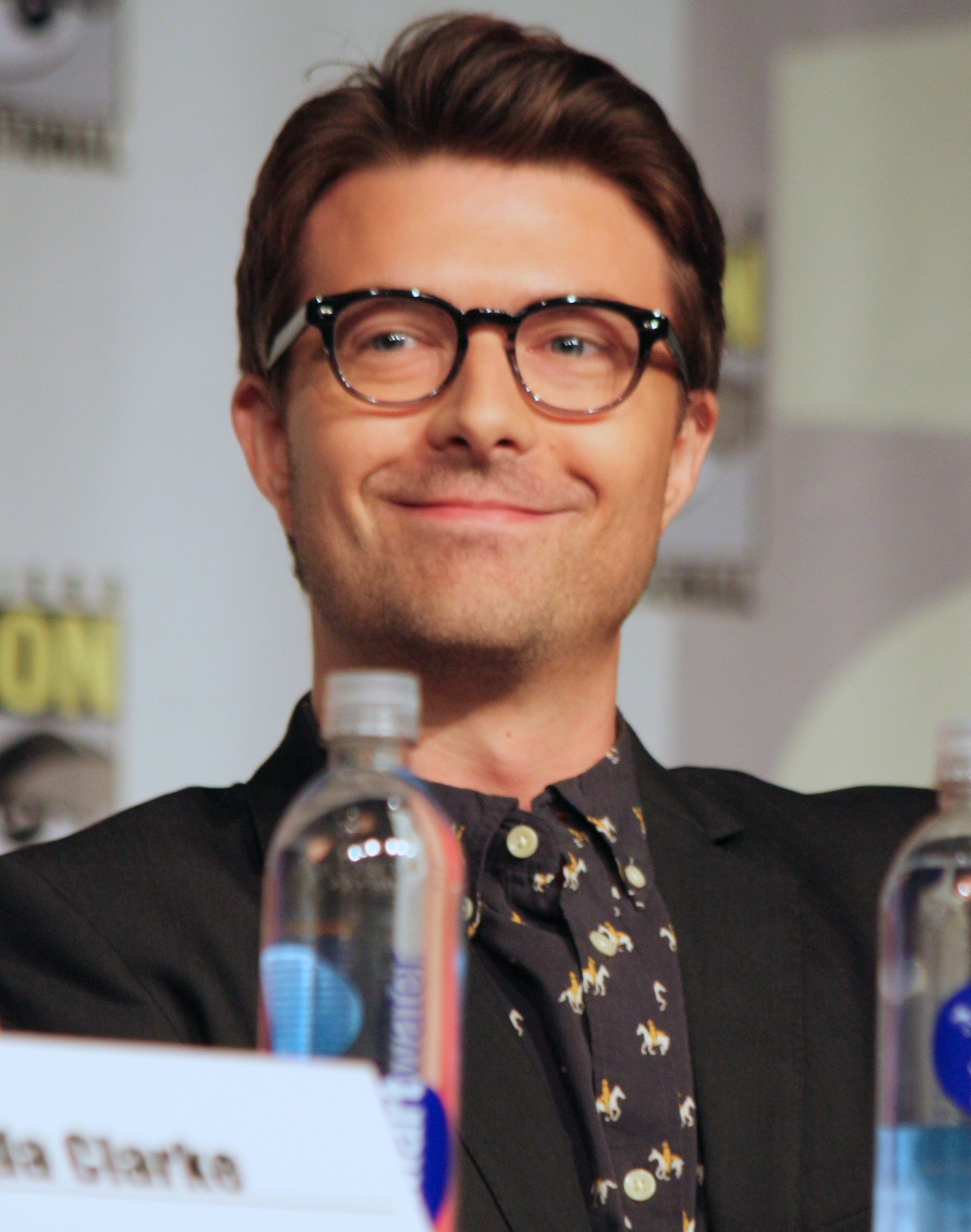
Noah Bean (2013)
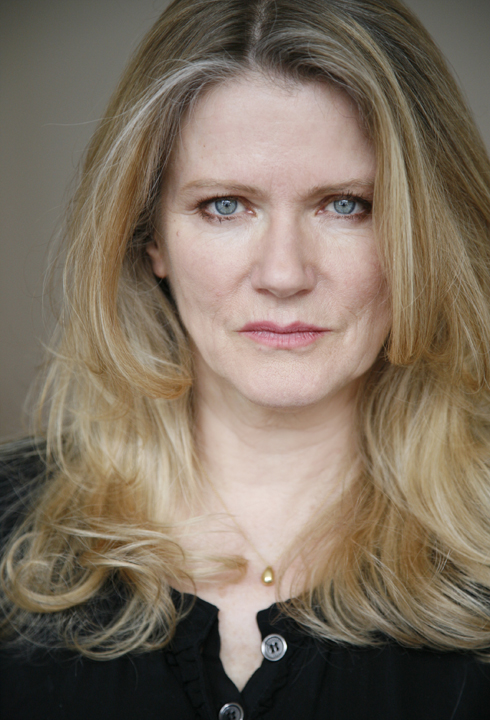
Barbara Sukowa (2013)
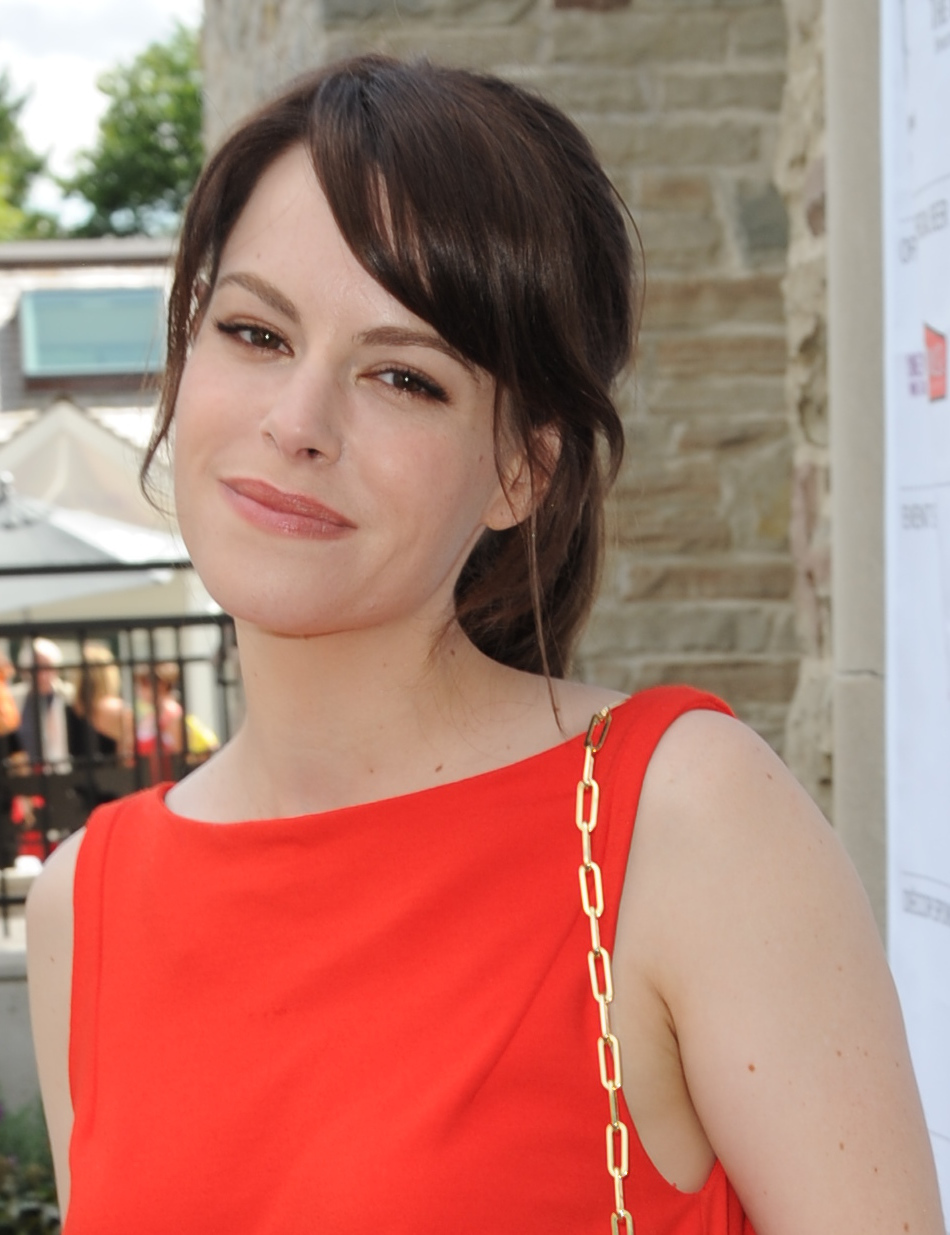
Emily Hampshire (2012)
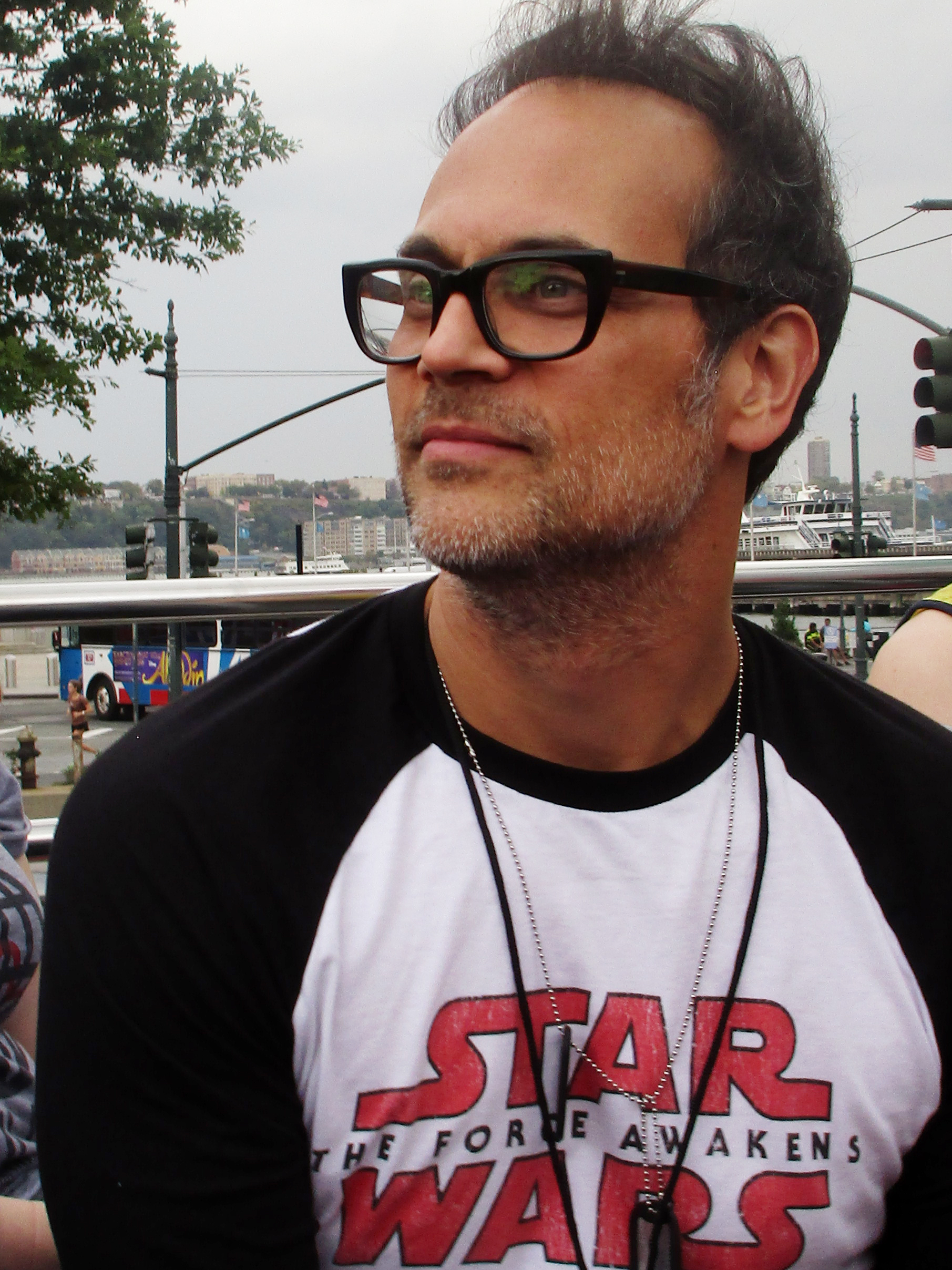
Todd Stashwick (2015)

Die deutsche Synchronisation entstand nach einem Dialogbuch von Klaus Terhoeven und unter der Dialogregie von Ursula von Langen durch die Synchronfirma Film- & Fernseh-Synchron in München.

### Hauptbesetzung
| Rolle                | Schauspieler    | Hauptrolle (Episoden) | Nebenrolle (Episoden)           | Synchronsprecher   |
| -------------------- | --------------- | --------------------- | ------------------------------- | ------------------ |
| James Cole           | Aaron Stanford  | 1.01–4.11             |                                 | Stefan Günther     |
| Dr. Cassandra Railly | Amanda Schull   | 1.01–4.11             |                                 | Stephanie Kellner  |
| José Ramse           | Kirk Acevedo    | 1.01–3.04             | 4.02, 4.10–4.11                 | Manou Lubowski     |
| Aaron Marker         | Noah Bean       | 1.01–1.13             | 2.05–2.06                       | Pascal Breuer      |
| Katarina Jones       | Barbara Sukowa  | 2.01–4.11             | 1.01–1.06, 1.08–1.13            | Elisabeth Günther  |
| Jennifer Goines      | Emily Hampshire | 2.01–4.11             | 1.01–1.02, 1.05–1.06, 1.09–1.13 | Elisabeth von Koch |
| Deacon               | Todd Stashwick  | 2.01–4.11             | 1.03–1.04, 1.12–1.13            | Torben Liebrecht   |

### Nebenbesetzung
| Rolle                     | Schauspieler       | Nebenrolle (Episoden)            | Synchronsprecher    |
| ------------------------- | ------------------ | -------------------------------- | ------------------- |
| Leland Goines             | Željko Ivanek      | 1.01, 1.11, 3.05                 | Kai Taschner        |
| Oliver Peters             | Ramon De Ocampo    | 1.01, 1.07, 1.10, 2.09           | Felix Mayer         |
| Senator Royce             | Bill Timoney       | 1.01, 1.06–1.08, 1.11            | Alexander Pelz      |
| Großer / Bleicher Mann    | Tom Noonan         | 1.02–4.09                        | Hans Bayer          |
| Dr. Lasky                 | Murray Furrow      | 1.02–4.11                        | Christian Weygand   |
| Dr. Julian Adler          | Andrew Gillies     | 1.03–4.11                        | Karl Knaup          |
| Marcus Whitley            | Demore Barnes      | 1.03–4.02                        | Sebastian Winkler   |
| Olivia / Auffallende Frau | Alisen Down        | 1.06–4.11                        | Caroline Ebner      |
| Col. Jonathan Foster      | Xander Berkeley    | 1.08–1.09, 2.08                  | Alexander Duda      |
| Samuel Ramse              | Peter DaCunha      | 2.02–2.04, 2.06–2.07, 2.13, 4.11 | Louis Eltner        |
| Dr. David Eckland         | Michael Hogan      | 2.02–2.07                        | Erich Ludwig        |
| Agent Robert Gale         | Jay Karnes         | 2.03–2.04, 2.10, 3.06, 4.05      | Jakob Riedl         |
| Hannah Jones              | Brooke Williams    | 2.08–4.11                        | Maresa Sedlmeir     |
| Mallick                   | Faran Tahir        | 3.01–3.04, 3.10–4.03             | Thomas Albus        |
| Magdalena                 | Hannah Waddingham  | 3.01–3.02, 3.06–3.07             | Marion Niederländer |
| Athan Cole                | James Callis       | 3.08–3.10, 4.10–4.11             | Markus Pfeiffer     |
| Emma                      | Abigail Hardingham | 4.04–4.09                        | Lea Kalbhenn        |

## Ausstrahlung
Alle Staffeln sind bei Prime Video verfügbar. Die deutschsprachige Free-TV-Premiere folgte im August 2016 bei RTL Nitro.
Die dritte Staffel wurde in den Vereinigten Staaten vom 19. bis zum 21. Mai 2017 bei Syfy ausgestrahlt. Im März 2017 wurde eine zehnteilige vierte Staffel angekündigt, mit der die Serie beendet wird. Im Juni 2018 wurde mit der US-Ausstrahlung der vierten Staffel begonnen.